# Isobutileno
Isobutileno (ou 2-metilpropeno) é um hidrocarboneto. É um alceno de estrutura ramificada.  Nas Condições Padrão de Temperatura e Pressão é um gás incolor e inflamável.